# Московская провинция
Московская провинция — одна из провинций Российской империи. Центр — город Москва.
Московская провинция была образована в составе Московской губернии по указу Петра I «Об устройстве губерний и об определении в оныя правителей» в 1719 году. В состав провинции были включены города Москва, Борисов, Боровск, Верея, Волоколамск, Дмитров, Звенигород, Кашира, Клин, Коломна, Малоярославец, Можайск, Руза, Серпухов с Оболенским и Тарусским уездами. По ревизии 1710 года в провинции насчитывалось 57,3 тыс. крестьянских дворов.
В ноябре 1775 года деление губерний на провинции было отменено.